# Geroskipou
Geroskipou o Yeroskipou (en griego Γεροσκήπου) es una ciudad costera en Chipre situada al este de Pafos. Su población actual es de aproximadamente 7.000 habitantes y es el segundo municipio más grande del distrito de Pafos. Yeroskipou, con su notable iglesia bizantina de Agia Paraskevi y su Museo de Arte Popular, es un popular destino turístico. Es especialmente conocida por la producción de delicias chipriotas. La ciudad es el único lugar en el mundo que tiene identificación geográfica protegida de un postre popular.

## Historia

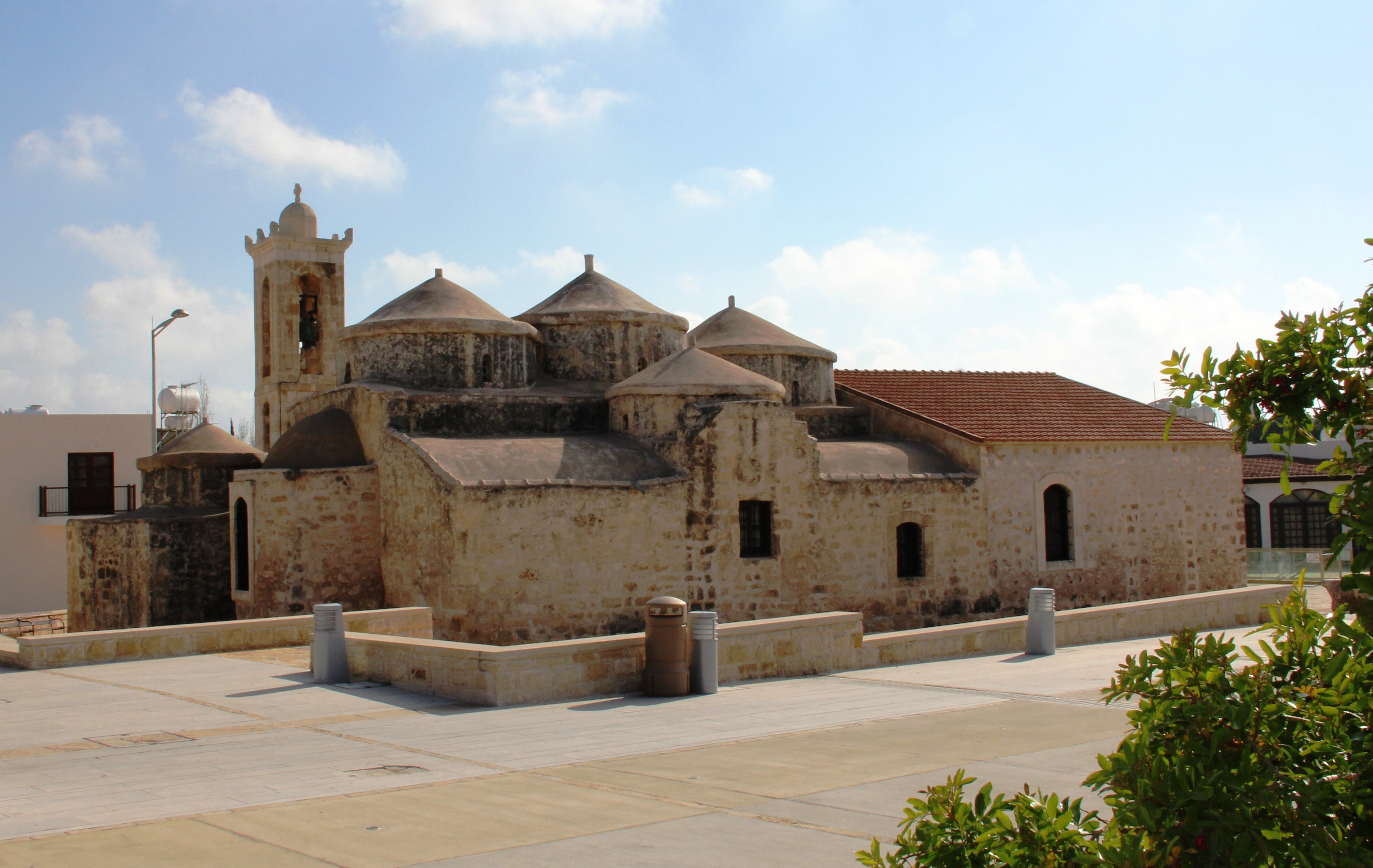
Iglesia bizantina de Agia Paraskevi.

Según la tradición local, y como está implícito en la etimología del nombre de la ciudad, Geroskipou fue el sitio, en la mitología griega, de los jardines sagrados de la diosa Afrodita. De ahí su nombre - "Geros" (santa) y "kipou" (jardín) - significa "jardín sagrado". Antiguos peregrinos de Nea Pafos pasaron a través de Yeroskipou antes de llegar al templo de Afrodita en Kouklia. En su libro sobre el descubrimiento de la Atlántida, que sostiene que Chipre es el sitio moderno de la isla de la antigua leyenda de la Atlántida perdida, el investigador Robert Sarmast afirma que la raíz del nombre de Geroskipou puede ser una referencia a la naturaleza paradisíaca de la Atlántida, e incluso sugiere una relación a que es la base del mito de Abraham rodea el Jardín del Edén.
El escritor clásico Estrabón menciona Geroskipou bajo la forma Hierocepis. Muchos otros viajeros han escrito que en la llanura costera de Yeroskipou hubo olivos centenarios y algarrobos. 
En el siglo XI fue construida la iglesia bizantina de cinco cúpulas de Agia Paraskevi, en medio del asentamiento actual. También se menciona que en Moulia, una localidad costera de la ciudad, la imagen milagrosa de Panagia de Khrysorogiatissa fue encontrada por el monje Ignacio, que lo llevó a la montaña Rogia donde el monasterio tomó su nombre.
En 1811, Sir Sidney visitó Yeroskipou y se reunió con Andreas Zimboulakis, a quien nombró vicecónsul de Gran Bretaña. La casa de Zimboulakis fue comprada en 1947 por el Departamento de Antigüedades, que la convirtió en el Museo de Arte Popular. 
Una empresa británica creó una fábrica para la producción de seda en 1925. Cientos de trabajadores tanto de Geroskipou y las aldeas circundantes fueron empleados en ella. Sin embargo, la fábrica cerró en 1952. También se menciona que en Geroskipou había también una fábrica de transformación de lino.